# Atopsyche yupanqui
Atopsyche yupanqui är en nattsländeart som beskrevs av Schmid 1989. Atopsyche yupanqui ingår i släktet Atopsyche och familjen Hydrobiosidae. Inga underarter finns listade i Catalogue of Life.